# Iván Espinosa de los Monteros
Iván Espinosa de los Monteros e de Simón (nasceu a 3 de janeiro de 1971) é promotor imobiliário, economista e político espanhol. Desempenhou as funções de deputado do Congresso dos Deputados pelo círculo eleitoral de Madrid.
Como membro proeminente do partido político de direita espanhol VOX, Espinosa atuou como o porta-voz do Grupo Parlamentar do VOX no Congresso. No partido desempenhou a função de Secretário Nacional para as Relações Internacionais, sendo responsável pela gestão das relações do partido com outras forças políticas e governos estrangeiros, mantendo vínculos com organizações e instituições internacionais.

## Biografia

### Origens, treinamento e primeiros anos
Nasceu em Madrid a 3 de janeiro de 1971, é filho do empresário Carlos Espinosa de los Monteros e Bernaldo de Quirós, 4º Marquês de Valtierra, e de María Eugenia de Simón y Vallarino. Descendente de Carlos Espinosa de los Monteros e Sagaseta de Ilurdoz, militar e diplomata espanhol, em cujo favor o Marquês de Valtierra foi criado pelo rei Afonso XIII em 1907.
Estudou economia e administração de Empresas no ICADE e obteve um MBA em finanças nos Estados Unidos. Em 2001 contraiu casamento com Rocío Monasterio, arquiteta, com quem teve quatro filhos. O casal às vezes trabalhou junto no setor de construção, comprando espaços não utilizados para convertê-los em casas de luxo projetadas por Monasterio. Espinosa também atuou em empresas de consultoria, gestão e investimentos.
Colaborou como comentador em programas de televisão como El Gato al Agua (IntereconomíaTV) ou Espejo Público (Antena 3).

### Dirigente do Vox

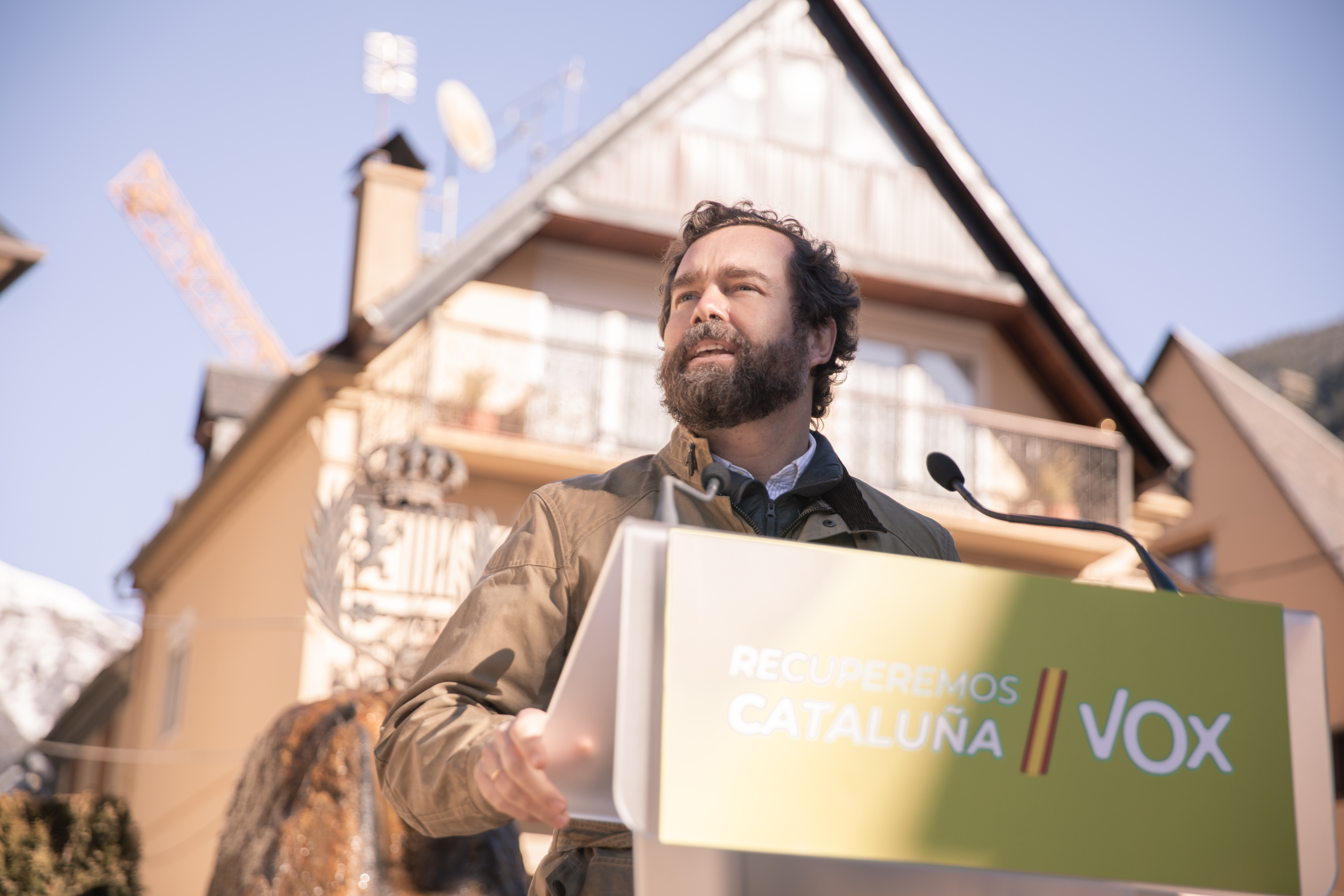
Iván Espinosa discursando num comício na Catalunha.

Vinculado ao partido político Vox desde a sua fundação em 2013, ocupou o cargo de secretário-geral da Comissão Organizadora Provisória antes da realização do primeiro congresso do partido. Em seguida, passou a ocupar a Secretária-geral do partido até outubro de 2016, quando assumiu a vice-secretária de Relações Internacionais. Foi o número 2 na lista eleitoral do partido para as eleições para o Parlamento Europeu de 2014, chefiadas por Alejo Vidal-Quadras, mas não obteve representação.
Também foi apresentado como candidato pela Vox a senador por Madrid nas eleições de 2015 e 2016 para o Senado, obtendo, respetivamente, 27.222 e 20.373 votos.
Em março de 2019, foi confirmado como terceiro na lista da Vox para as eleições legislativas de Madrid em 28 de abril, chefiada pelo Santiago Abascal, no qual foi eleito deputado. Desde 21 de maio de 2019, tornou-se o porta-voz do Grupo Parlamentar do Vox.

## Posições políticas
Espinosa já criticou a Lei de Violência de Gênero em diferentes ocasiões. Também expressou o seu apoio à proibição de partidos que se opõem à unidade da Espanha e que não renunciam ao marxismo. Manifestou-se a favor da unidade de Espanha e da monarquia, e tem admitido já ter sido votante do Partido Popular, formação que atualmente critica.